# Постолопрти
Постолопрти (чеш. Postoloprty) град је у Чешкој Републици. Град се налази у управној јединици Устечки крај, у оквиру којег припада округу Лоуни.

## Становништво
Према подацима о броју становника из 2014. године град је имао 4.955 становника.
Овде се догодио Масакр у Постолопртију 1945. године.